# Боливия на зимних Олимпийских играх 1984
Боливия принимала участие в Зимних Олимпийских играх 1984 года в Сараево (Югославия) в третий раз за свою историю, но не завоевала ни одной медали.
Страну представляли 3 спортсмена-горнолыжника, все мужчины. Самым молодым участником сборной был 25-летний Скотт Санчес, участник предыдущей Олимпиады. Самым старшим был Марио Ада (31 год и 48 дней).

## Результаты
Соревнования прошли с 13 по 19 февраля на горе Игман к юго-западу от Сараева. Впервые олимпийские соревнования по горнолыжному спорту являлись обособленным соревнованием, в отличие от предыдущих олимпийских игр на которых вместе с олимпийскими наградами победители получали и награды чемпионата мира по горнолыжному спорту.
Лучшим результатом для боливийской сборной стало 34 место Скотта Санчеса в гигантском слаломе; это стало значительным улучшением по сравнению с его собственным результатом на прошлой Олимпиаде.
| Спортсмен                       | Соревнование      | Заезд 1           | Заезд 1 | Заезд 2        | Заезд 2 | Итог              | Итог  |
| Спортсмен                       | Соревнование      | Время             | Место   | Время          | Место   | Время             | Место |
| ------------------------------- | ----------------- | ----------------- | ------- | -------------- | ------- | ----------------- | ----- |
| Скотт Санчес                    | Скоростной спуск  |                   |         |                |         | 1:54.75           | 43    |
| Марио Ада                       | Гигантский слалом | дисквалифицирован | -       | -              | -       | дисквалифицирован | -     |
| Хосе Мануэль Бехарано Карвахаль | Гигантский слалом | 2:04.38           | 81      | 2:29.58        | 76      | 4:33.96           | 76    |
| Скотт Санчес                    | Гигантский слалом | 1:29.45           | 38      | 1:27.84        | 32      | 2:57.29           | 34    |
| Скотт Санчес                    | Слалом            | 1:00.16           | 36      | не финишировал | -       | не финишировал    | -     |

Хосе Мануэль Бехарано участвовал в двух последующих зимних Олимпиадах: в Калгари (1988) и в Альбервиле (1992).